# Mutiger Ritter

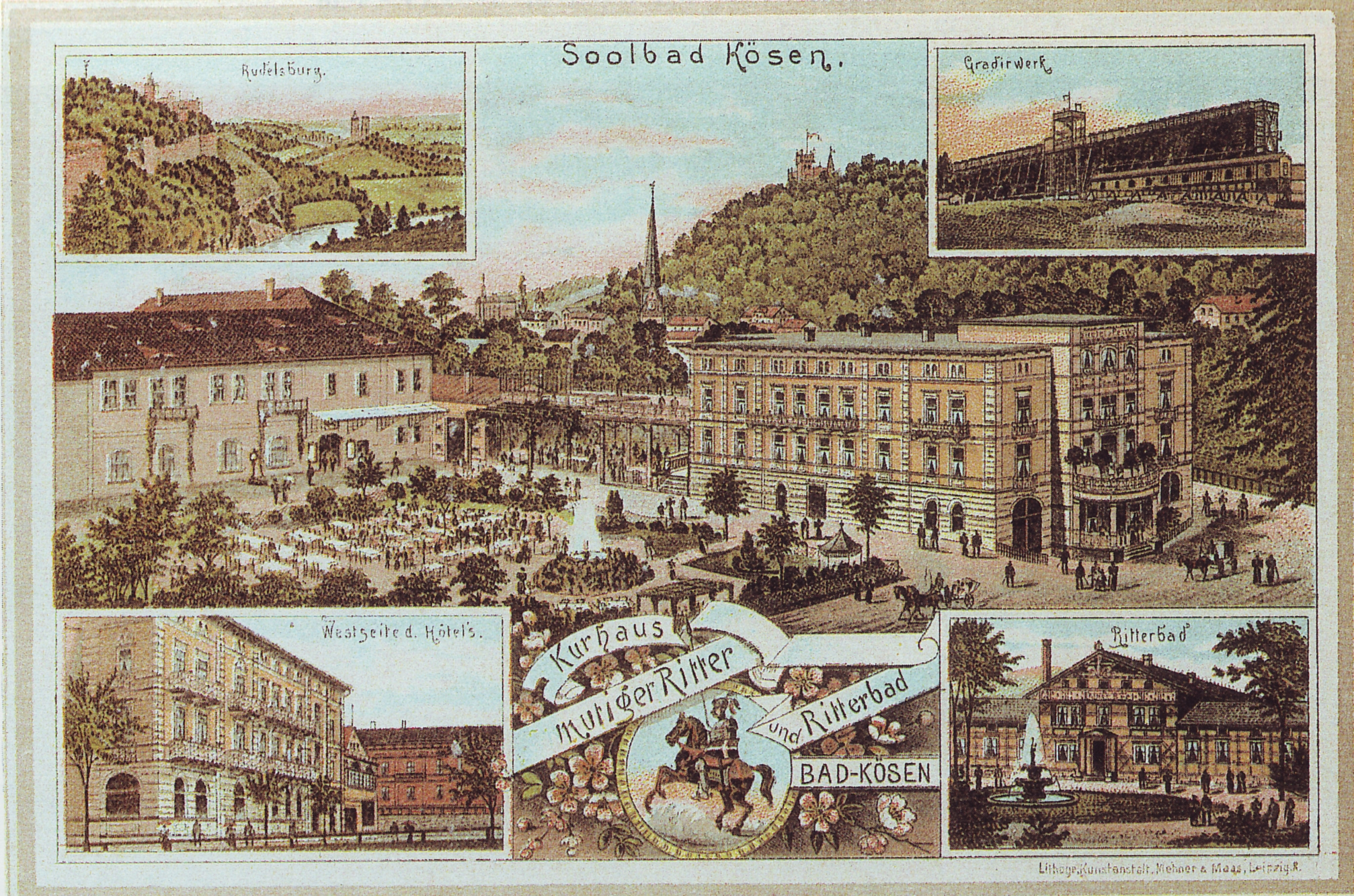
Hotel Mutiger Ritter (im Zentrum links) 1895 mit dem 1916 abgebrannten Gästehaus (rechts)

Der Mutige Ritter ist ein denkmalgeschütztes Kur- und Tagungshotel in Bad Kösen, das aus einer alten Poststation an der Via Regia bei der Saalebrücke Bad Kösen entstanden ist.

## Geschichte
Der ursprüngliche Gasthof wurde 1680 auf dem nördlichen Teil des Gebäudekomplexes einer ehemaligen Grangie der Zisterziensermönche von Pforta, seit der Reformation im Besitz der Landesschule Pforta und als Schäferei genutzt, am rechten Saaleufer als Ausspanne für Fuhrleute eingerichtet. Dieser erste Gasthof brannte 1710 vollständig nieder, wurde aber wenig später wieder aufgebaut. Bereits 1730 brachte der Bergrat Johann Gottfried Borlach im Garten des Gasthofs Mutiger Ritter eine erste Bohrung nieder, die die Salzvorkommen Kösens erschloss. Ab 1744 begann Borlach mit dem Aufbau der Saline in Kösen, und der Mutige Ritter gelangte so zunächst in das Eigentum der Saline Kösen. Um 1832 wurde der Gasthof an Johann Samuel Weber verkauft, dessen Sohn den Gasthof 1845 neu errichtete. 1875 kamen ein neuer Pferdestall und ein weiteres Wohngebäude, dass an das Romanische Haus anstieß, hinzu.
Erst in preußischer Zeit nach dem Wiener Kongress nahm Kösen ab 1815 die Entwicklung zum Solbad und der Mutige Ritter damit die Entwicklung zum ersten Haus am Platz, in dem die prominenteren Kurgäste Unterkunft nahmen. Neben der Sole wurde Kösen mitsamt seinen nahen Saaleburgen, der Rudelsburg und der Burg Saaleck ab 1820 auch für Corpsstudenten der nahegelegenen Universitäten Jena, Leipzig und Halle als romantisches Ausflugsziel und gemeinsamer Treffpunkt attraktiv. Die zunächst mehr informellen Treffen der drei Senioren-Convente dieser Universitäten wurden ab 1848 namensgebend für den Friedrich von Klinggräff initiierten Kösener Senioren-Convents-Verband (KSCV) und die in ihm zusammengeschlossenen Corps, der hier fortan seine jährlichen Tagungen an den Tagen vor Pfingsten abhielt.
Die zunehmende Beliebtheit Kösens machte in der zweiten Hälfte des 19. Jahrhunderts mehrere Erweiterungen erforderlich, mit denen der Mutige Ritter unter den Gastwirten der Eigentümerfamilie Hermann Weber sen. und seinem Sohn gleichen Namens vom Landgasthof zum Kur- und Tagungshotel ausgebaut wurde. Die Entwicklung wurde auch dadurch gefördert, das Kösen einen Eisenbahnhalt an der damals überregional wichtigen Eisenbahnlinie der Thüringer Bahn durch das Saaletal erhielt und somit für damalige Verhältnisse einfach zu erreichen war.

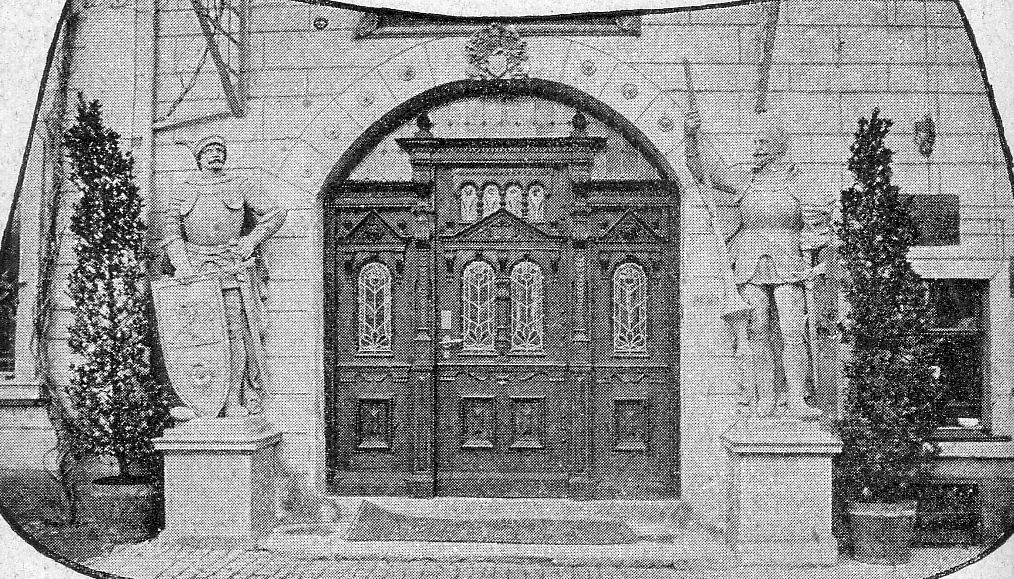
Portal des Mutigen Ritters um 1910. Die Tür im Stil der Neorenaissance überstand den Brand 1916

1911 hatte der KSCV eine Summe von 40.000 Mark bereitgestellt, die eine weitere bauliche Erweiterung des Mutigen Ritters für seine Tagungszwecke ermöglichten. Der Congress des Jahres 1912 fand wegen der Umbaumaßnahmen in Naumburg statt. Während des Ersten Weltkriegs brannten Saal und das Logierhaus in der Nacht zum 21. Juni 1916 erneut ab. Der Wiederaufbau wurde nach dem Krieg 1921 von den Corpsstudenten per Umlage mitfinanziert. Durch die Gewährung des Darlehens sicherte sich der Verband die Saalnutzung für seine jährlichen Kongresse. Das Nutzungsrecht wurde als Beschränkte persönliche Dienstbarkeit für den Verband grundbuchlich gesichert. Mit dem Verbot der Corps durch die Nationalsozialisten 1935 fanden bis nach der Deutschen Wiedervereinigung keine Kongresse des Köseners in Bad Kösen mehr statt. Der Mutige Ritter wurde im Laufe des Zweiten Weltkriegs zum Lazarett der Wehrmacht und diente auch nach der Übernahme Thüringens durch die Rote Armee bis 1947 weiter als solches. Dann wurde der Mutige Ritter nach einer Renovierung 1947 zunächst wieder Hotel und ging 1949 als Eigentum des Volkes in die Rechtsträgerschaft der Stadt Bad Kösen über. Diese baute das Hotel zum Kurhotel aus und übergab es schließlich 1953 als Ernst-Thälmann-Sanatorium in die Rechtsträgerschaft der Sozialversicherung des Freien Deutschen Gewerkschaftsbunds. Diese bewirtschaftete das Haus bis zum Ende der DDR. Kurz nach der Wiedervereinigung wurde aus dem Sanatorium wieder der Mutige Ritter, allerdings bis 1998 als Rehabilitationsklinik. Der Verband Alter Corpsstudenten führte 1991 eine erste Arbeitstagung im Saal des Mutigen Ritters durch. 1994 fand dann der erste Kösener Kongress seit 1935 wieder in der historischen Tagungsstätte des KSCV statt. Seit 1998 stand das Haus wieder uneingeschränkt als Kur- und Tagungshotel zur Verfügung. Der Hotelbetrieb geriet jedoch in wirtschaftliche Bedrängnis und so wurde der Komplex 2006 von der Kösener Spielzeug Vertriebs GmbH erworben. Auf dem Areal des Mutigen Ritters sollte die Produktion der Kösener Spielzeuge erfolgen. Zusammen mit dem neuen Hotel, Festsaal, Werksverkauf und weiteren Attraktionen, sollte die "Kösener Spielzeug Erlebniswelt" entstehen. Aufgrund fehlender Fördermittel konnte das Projekt "Erlebniswelt", zum damaligen Zeitpunkt nicht realisiert werden. Die Fördermittel wurden 2010 bewilligt und der Umbau konnte starten. 2011, kurz vor Eröffnung der Erlebniswelt, steckte ein Brandstifter einen Flügel des Hotels in Brand. Die Bauzeit verzögerte wieder die Eröffnung.
Im November 2013 eröffnete in dem Gebäudekomplex die „Erlebniswelt Kösener Spielzeug“ mit einer „Gläsernen Produktion“. Im angeschlossenen Hotel ist auch das Restaurant „Ritterklause“ untergebracht.

Hermann Weber
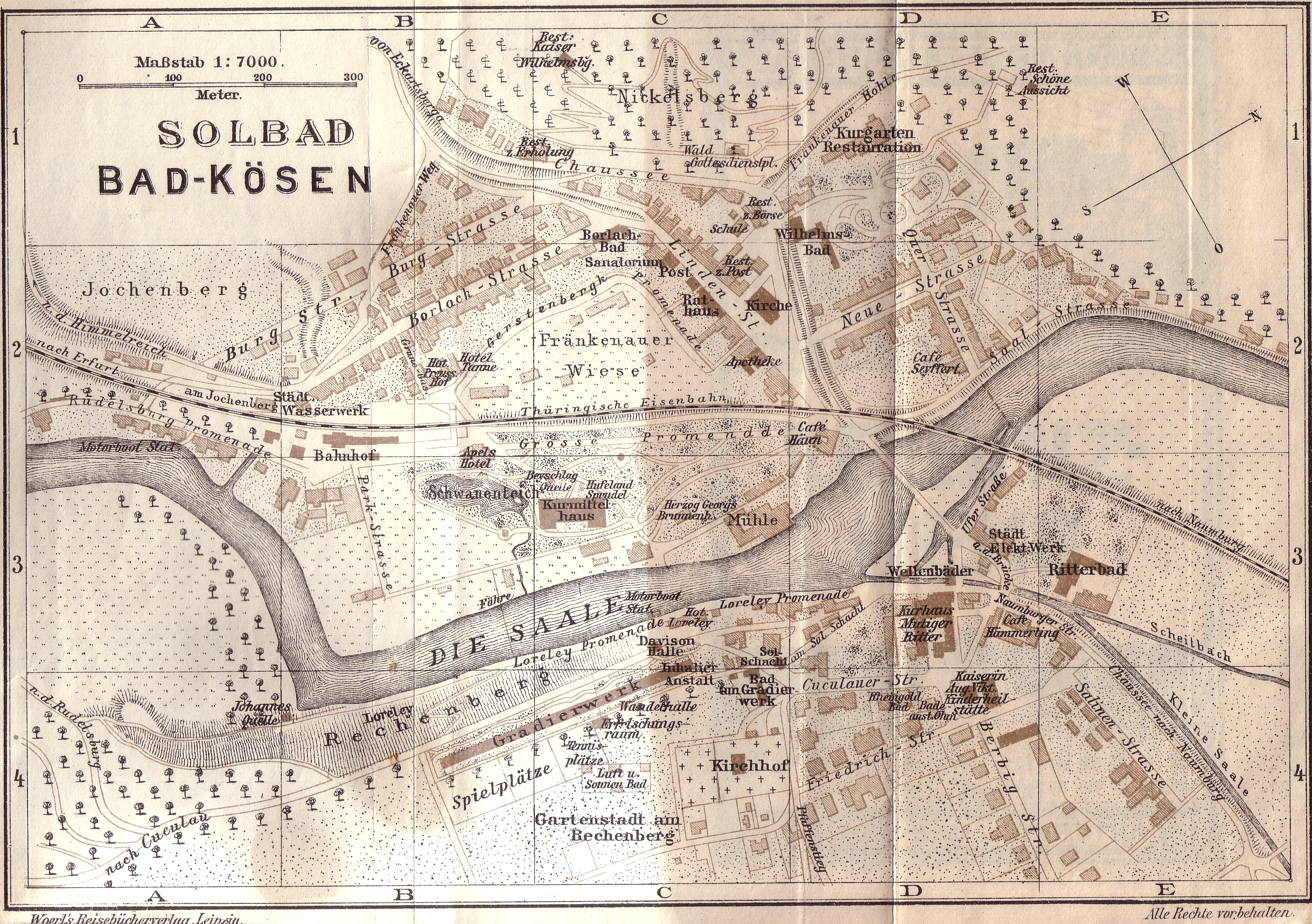
Lage
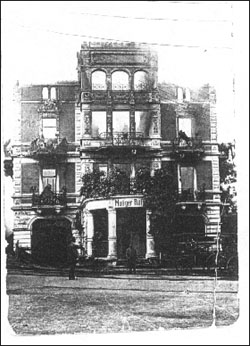
Ruine 1916
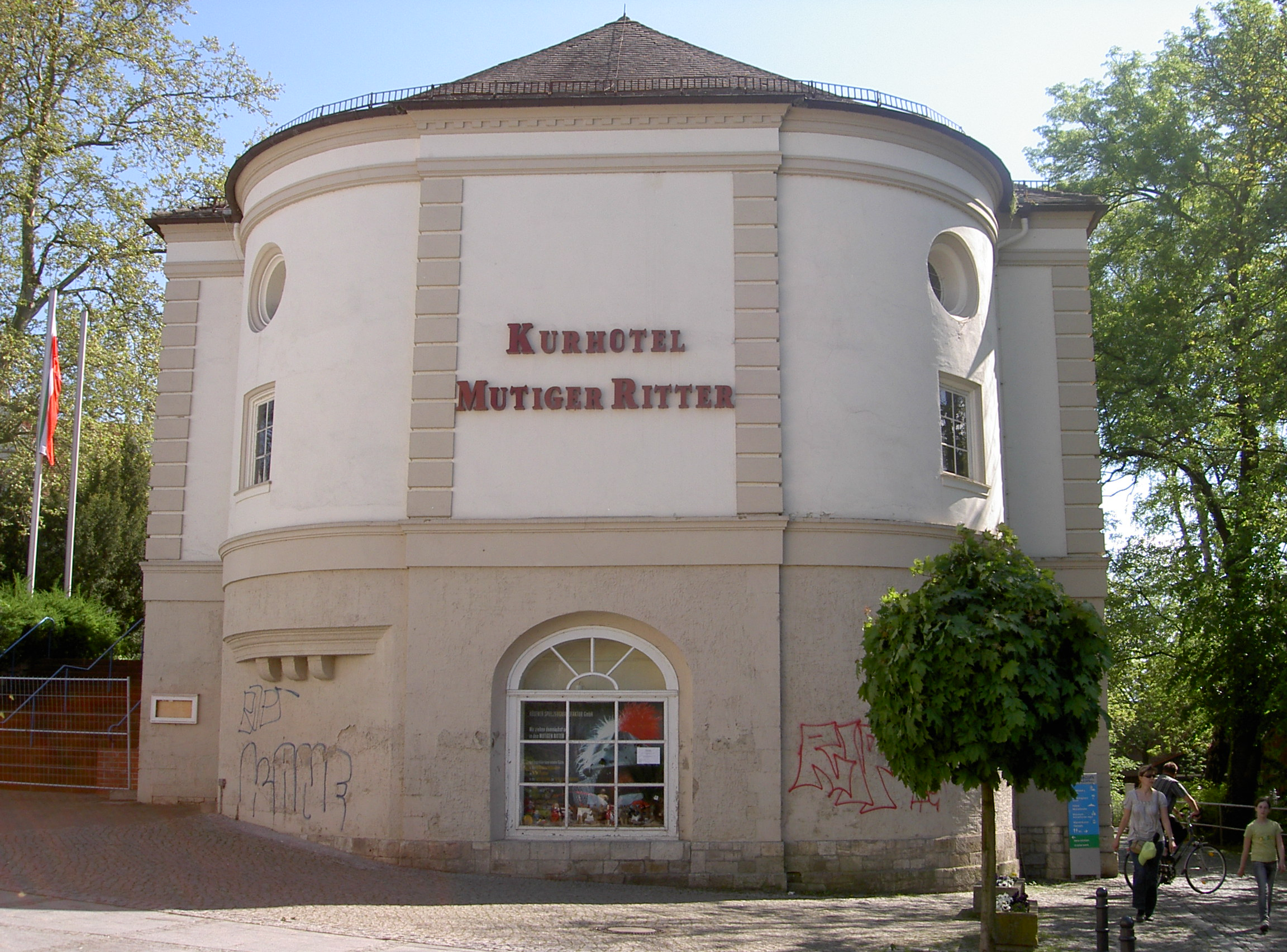
Anbau
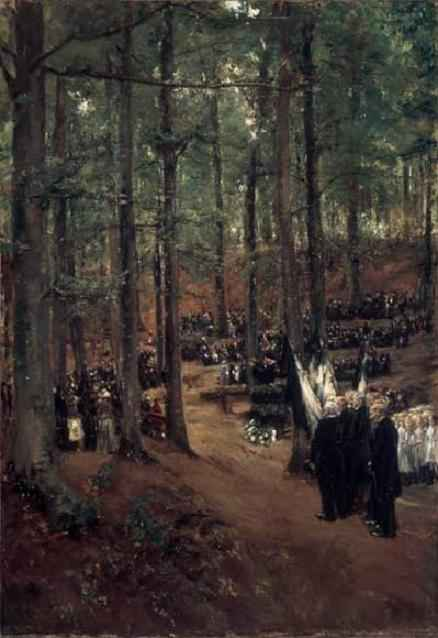
Liebermanns Gedächtnisfeier (1888)

## Bekannte Gäste
- Theodor Fontane am 18. August 1867[2]
- Gustav Freytag
- Sven Hedin[3]
- August Heinrich Hoffmann von Fallersleben
- Karl XII. (Schweden) am 25. September 1706[4]
- Franz Liszt gab im Mutigen Ritter Soireen und Konzerte
- Der Tod von Kaiser Friedrich III. im Dreikaiserjahr 1888 veranlasste den in Bad Kösen weilenden Max Liebermann eine fiktive Gedächtnisfeier für Kaiser Friedrich III. in Bad Kösen[5] zu malen, dazu fertigte er auch eine Studie der Buchenhalle bei Kösen.[6] Weiter entstanden bei seinen Besuchen 1888 und 1890 zahlreiche Schäferszenen.[7]
- Adolph von Menzel malte bei seinem Aufenthalt die Badenden Kinder in Kösen und den Missionsgottesdienst in der Buchenhalle bei Kösen (1868)[8]
- Theodor Mommsen
- Friedrich Nietzsche[9]
- Der Hamburger Kunstsammler Gustav Schiefler ließ sich von Edvard Munch bei einem Besuch am 7. September 1906 im Mutigen Ritter den Reinhardt-Fries mit sommerlichen Strandszenen zeigen, der für die neuen Kammerspiele in Berlin bestimmt war.
- Alexander von Siebold am 27. April 1898[10]
- Generalpostmeister Heinrich von Stephan